# Клуб љубитеља филма у Лесковцу
Клуб љубитеља филма било је најстарије послератно удружење љубитеља филма у Лесковцу.

## Историјат
Основан је 22. јуна 1965. године при Радничком универзитету "Коста Стаменковић". Том приликом је у сали Дома омладине одржано предавање Ненада Кражића "Како гледати филм", праћено инсертима из филма "Хирошимо љубави моја". Настао је застој у раду до 14. јануара 1966. када је организована пројекција аматерских филмова у производњи Кино-клуба из Београда. Наредне године организоване су пројекције филмова "Оклопњача Потемкин" Сергеја Ејзенштајна и "Жил и Џим" Франсоа Трифоа. Касније је организацију рада Клуба преузела Културно-просветна заједница општине и Предузеће за приказивање филмова. Нова 1968. година започела је похвалама раду Клуба јер су у међувремену организване разне пројекције и предавања. У фебруару и марту исте године одржане су две ревије филмова лесковачких кино аматера. У неким школама почеле су се оснивати секције Клуба љубитеља филма, а од априла је установљен и филмски дан. Но, до 20. октобра рад Клуба је поново замро да би тада био привремено обновљен. Но, у јануару 1969. године хотел "Београд" је отказао договор о коришћењу простора за филмски дан. Временом се овај Клуб утопио у Кино клуб, највероватније већ након априла 1969. године.